# Tanat Nuserbayev
Tanat Nuserbayev (en kazakh : Таңат Нөсербаев, Tangat Nösserbaïev), né le 1er janvier 1987 à Chimkent au Kazakhstan, est un footballeur international kazakh, qui évolue au poste de milieu offensif.

## Biographie

### Carrière en club
Avec le club du FK Astana, Tanat Nuserbayev dispute 10 matchs en Ligue des champions, et 12 matchs en Ligue Europa, pour 3 buts inscrits.

### Carrière internationale
Tanat Nuserbayev compte 25 sélections et 2 buts avec l'équipe du Kazakhstan depuis 2008. En 2014, il porte à quatre reprises le brassard de capitaine.
Il est convoqué pour la première fois en équipe du Kazakhstan par le sélectionneur national Bernd Storck, pour un match des éliminatoires de la Coupe du monde 2010 contre l'Angleterre le 11 octobre 2008. Le match se solde par une défaite 5-1 des Kazakhs. 
Le 10 juin 2009, il inscrit son premier but en sélection lors d'une rencontre face à l'Ukraine comptant pour les éliminatoires de la Coupe du monde 2010. Le match se solde par une défaite 2-1 des Kazakhs.

## Palmarès
- Avec le FK Astana
  - Champion du Kazakhstan en 2014 et 2015
  - Vainqueur de la Coupe du Kazakhstan en 2012
  - Vainqueur de la Supercoupe du Kazakhstan en 2015

## Statistiques

### Buts en sélection
Le tableau suivant liste tous les buts inscrits par Tanat Nuserbayev avec l'équipe du Kazakhstan.